# LZMA
L'Algorisme de cadena de Lempel-Ziv-Markov o LZMA és un algorisme de compressió de dades en desenvolupament des de 1998. S'utilitza un esquema de compressió diccionari similar al LZ77, compta amb una alta relació de compressió i compressió de mida variable diccionari (de fins a 4 GB). S'utilitza en el format 7z de l'arxivador 7-Zip.

## Descripció
El LZMA utilitza una versió millorada i optimitzada de l'algorisme de compressió LZ77 amb el suport d'un rang de codificació